# Melrose-Huis

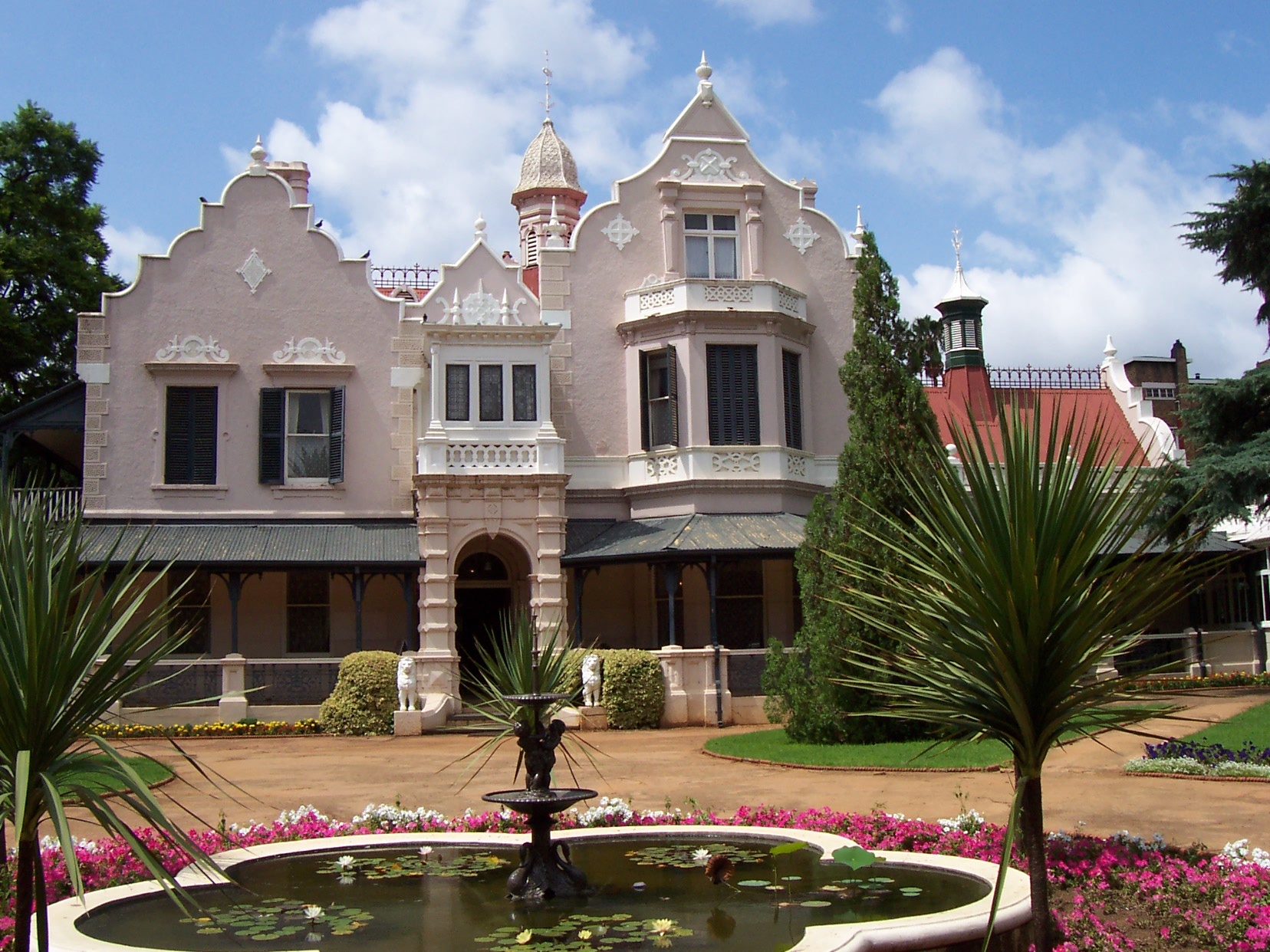
Melrose-Huis in 2005

Het Melrose-Huis is een statig victoriaans herenhuis in de Jacob Marestraat, in de Zuid-Afrikaanse hoofdstad Pretoria.

## Geschiedenis
Het huis werd in 1886 gebouwd door de welgestelde Pretoriaanse zakenman George Jesse Heys. Het is vernoemd naar de beroemde Melrose Abbey in Schotland. Het Melrose-Huis heeft bekendheid verworven doordat het tijdens de Tweede Boerenoorlog (1899-1902) door Lord Roberts als hoofdkwartier van het Britse leger werd aangesteld, nadat Pretoria in juni 1900 binnengevallen was. Gedurende meer dan achttien maanden werden de instructies aan het Britse leger vanuit dit huis gegeven. Het huis werd niet meer voor zulke doeleinden gebruikt toen de Vrede van Vereeniging werd getekend.
Vandaag de dag is het elegante huis een museum dat dient als een uitstekend voorbeeld van de overgang tussen de Victoriaanse naar de Edwardiaanse architectuur en binnenhuisversiering. De binnenkant van het huis wordt gekenmerkt door kleurvolle vensters, schilderijen van Engelse kunstenaars, matten in rijke kleuren, zwierige plafonds en kachels. De meeste voorwerpen behoorden toe aan het gezin Heys zelf.